# Gariès
Gariès é uma comuna francesa na região administrativa de Occitânia, no departamento de Tarn-et-Garonne. Estende-se por uma área de 14,15 km². Em 2010 a comuna tinha 118 habitantes (densidade: 8,3 hab./km²).